# Ateles hybridus
Ateles hybridus är en primat i släktet spindelapor som förekommer i nordvästra Sydamerika. Arten listas som akut utrotningshotad.

## Utseende och anatomi
Denna primat har en smal kropp och långa extremiteter samt en lång svans. Kroppslängden utan svans varierar mellan 45 och 50 cm, hannar är i genomsnitt något större än honor. Svanslängden ligger mellan 74 och 71 cm. Den genomsnittliga vikten för honor är 7,5 kg och för hannar 10 kg. Pälsen har på ryggen och huvudet en ljusbrun till mörkbrun färg, buken och extremiteternas insida är tydlig ljusare. På hjässan förekommer en trekantig vit fläck. Ögonfärgen är ljusbrun eller blå. De spensliga händerna är böjd som en krok och saknar tumme. Svansen saknar hår vid slutets undersida och används som gripverktyg.

## Utbredning och habitat
Ateles hybridus lever i ett mindre område i nordöstra Colombia och västra Venezuela. Habitatet utgörs främst av regnskogar i slättlandet och på lägre bergstrakter.

## Ekologi
Denna primat är huvudsakligen aktiv på dagen och vistas främst högt uppe på stora träd. Den bildar grupper av 3 till 22 individer som delas i mindre grupper vid sökandet efter föda. Flocken består av flera vuxna hannar och honor samt deras ungdjur där individerna visar ett komplext socialt beteende. De har olika läten, kramas, flätar sina svansar samman och luktar på körtlar som finns vid bröstet. Reviren är vanligen 260 till 390 hektar stora. Ateles hybridus svänger vanligen med armarna framåt eller hänger nerför en gren med endast en arm eller med svansen som stöd. På fyra fötter går den ganska sällan.
Födan utgörs främst av frukter och dessutom äts blommor, blad och andra växtdelar.
Honor är bara vart tredje eller fjärde år parningsberedda. Efter dräktigheten som varar ungefär 225 dagar föds oftast ett enda ungdjur. Ungen bärs i början på moderns buk och senare även på ryggen. På grund av data från andra spindelapor antas att könsmognaden infaller efter 4 till 5 år.

## Hot
Denna primat hotas starkt av habitatförstörelse genom skogsavverkningar och även av jakt. Utbredningsområdet minskade tydligt under de senaste åren och beståndet delades i flera från varandra skilda grupper. Ofta planteras ny skog som är olämplig för arten. Populationen minskade under de senaste tre generationerna (cirka 45 år) med uppskattningsvis 80 procent och IUCN befarar att trenden fortsätter. Därför listas Ateles hybridus som akut hotad (critically endangered).